# Багратион (бренди)
«Багратион» — марка российского бренди, производимого Кизлярским коньячным заводом с 1994 года. Напиток назван в честь уроженца Кизляра полководца Петра Багратиона.

## История марки
В 1977 году на 79-й сессии Международного олимпийского комитета в Праге оргкомитетом «ХХII Олимпиада» было предложено Кизлярскому коньячному заводу изготовить официальный напиток для летних Олимпийских игр 1980 года в Москва под названием «Олимпийский». Позднее была согласована тара с символикой Международного Олимпийского движения.
В 1979 году с вводом советских войск в Афганистан политическая ситуация изменилась, многие западные страны отказались от участия в Олимпиаде-80. Договорённость между МОК и Кизлярским коньячным заводом не получила развития.
В 1994 году из спиртов 20-летней выдержки, который готовился для производства напитка «Олимпийский» был произведён 40-градусный напиток «Багратион».
В Советском Союзе не было напитков, носящих имена известных людей. Грузинские виноделы возражали против того, чтобы новая марка напитка носила имя полководца Багратиона. Дошло до того, что на заседании Центральной дегустационной комиссии[где?] были представлены документы, подтверждающие, что Пётр Багратион родился и вырос в Кизляре.
В 1997 году на Международной выставке в Ницце «Багратион» завоевал награды «Золотая пальма» и «Изысканный напиток»[уточнить], в связи с чем в прессе вспомнили 
поговорку «На каждого Наполеона в России найдётся свой Багратион».
В 2008 году «Багратион», наряду с такими кизлярскими напитками, как «Россия», «Пётр Великий», «Дагестан» и «Кизляр», стал напитком протокольных мероприятий Московского Кремля.

## Производство
Для производства бренди «Багратион» используются специальные[какие?] сорта винограда. Минимальный возраст спиртов, используемых для купажа — 20 лет. Дистиллят выдерживается в бочках из кавказского горного столетнего дуба.

## Характеристики
Напиток тёмно-янтарного цвета, содержание сахара: 10 г/дм³.

## Награды
Напиток неоднократно награждался гран-при, золотыми медалями и другими наградами различных конкурсов и фестивалей.

### В России

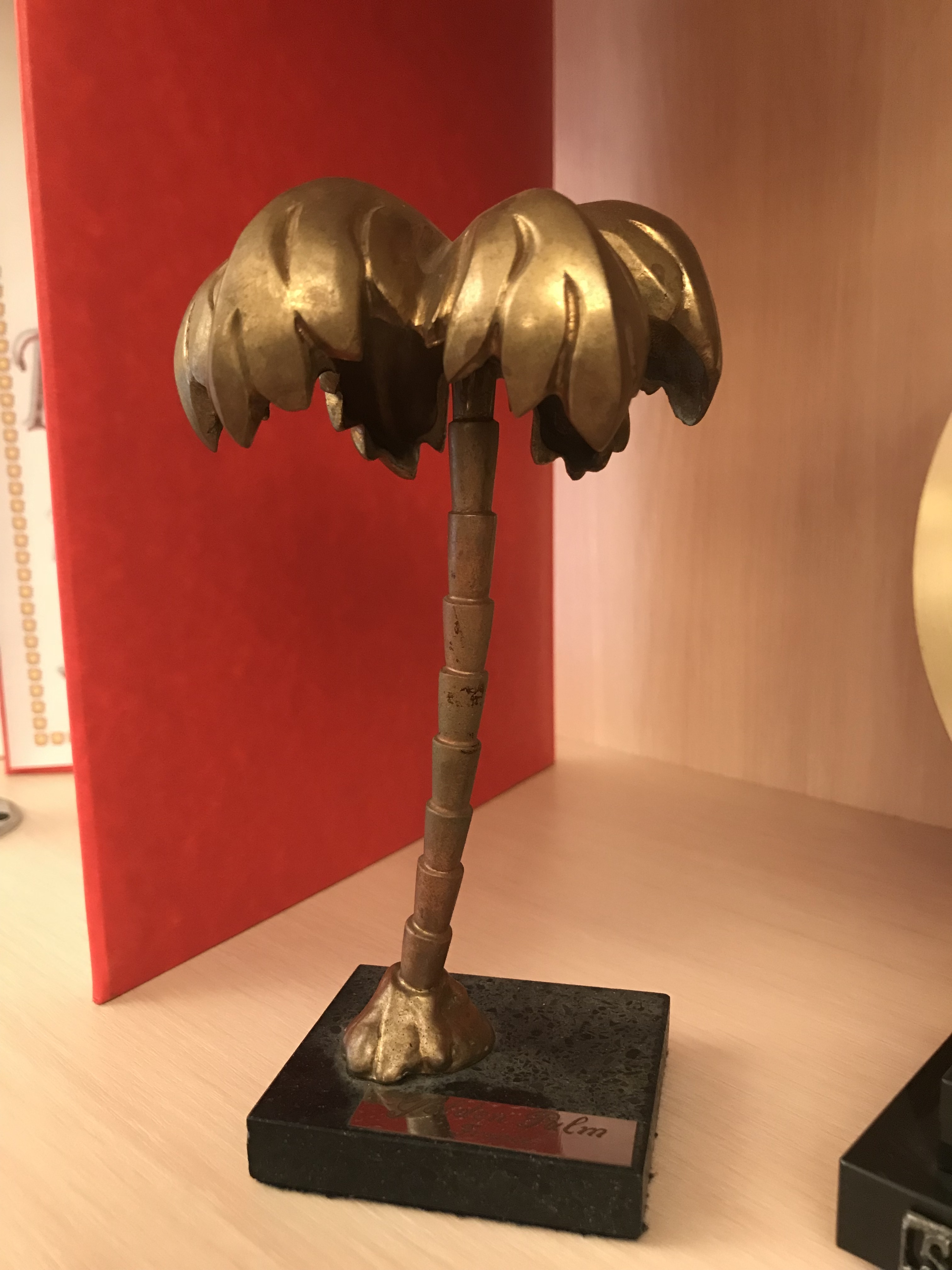
Премия «Золотая пальма». Франция, 1997 год

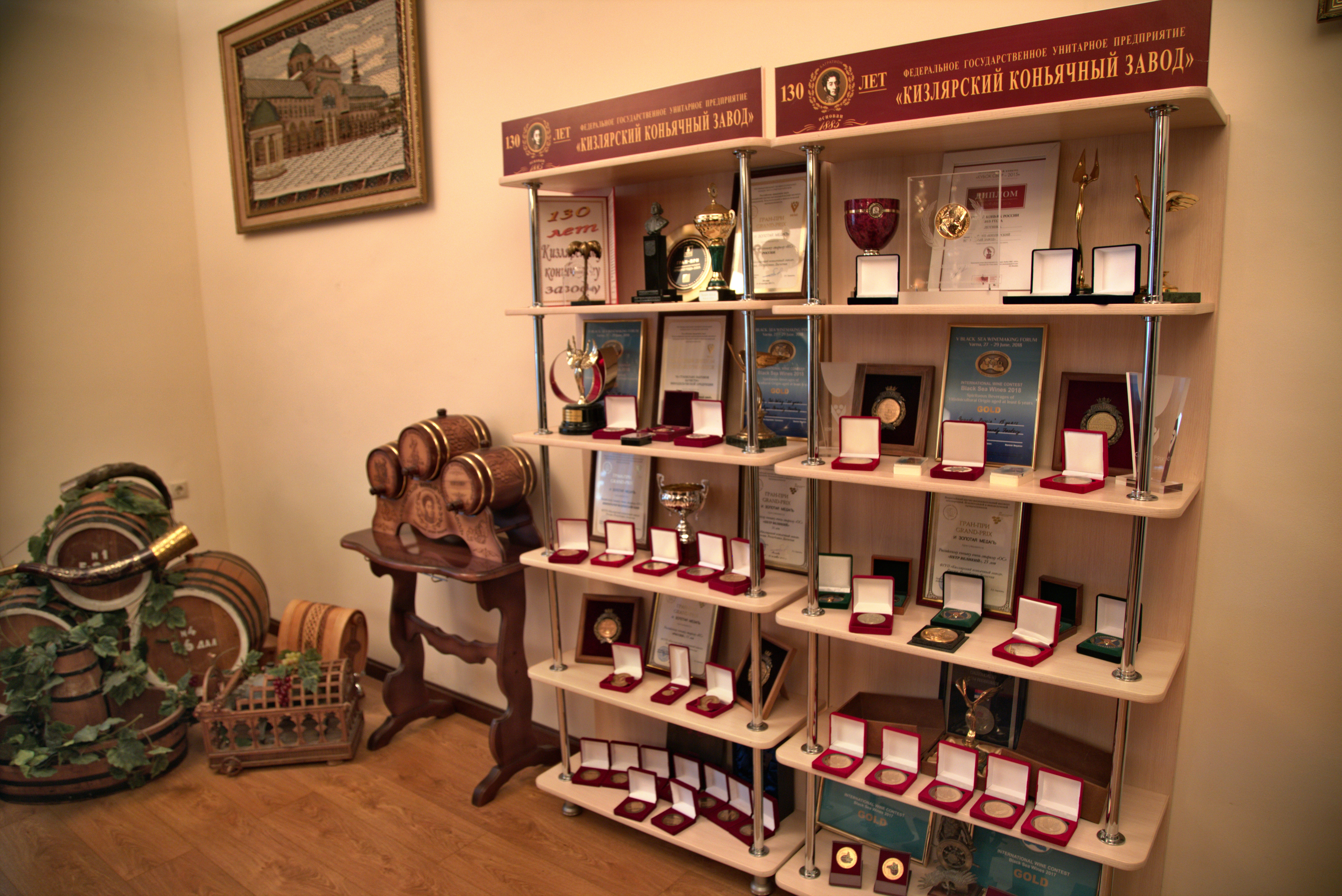
Наградная полка коньяка «Багратион» в музее Кизлярского коньячного завода

- 1996—1998 — золотые медали выставки ЛЕНЭКСПО, Санкт-Петербург[12]
- 1996 — золотая медаль выставки «Осенняя ярмарка вин — 96», Санкт-Петербург[12]
- 1998 — золотая медаль выставки «Вино-водка-табак-98», Сочи[12]
- 1999, 2008, 2009 и 2011 — гран-при выставки «Вино-Водка», Сочи[12]
- 1999 — золотая медаль Международного профессионального конкурса вин в Москве[12]
- 1999, 2000 — большая золотая медаль выставки ЛЕНЭКСПО, Санкт-Петербург[12]
- 2000 — золотая медаль международной выставки «ПРОДЭКСПО», Москва[12]
- 2002 — гран-при и золотая медаль Международного фестиваля алкогольных напитков в Москве[12]
- 2002 — «Золотой знак качества XXI века», Москва[12]
- большая золотая медаль Петербургской ярмарки вин и водок[12]
- 2002–2005 — золотые медали «International Award»[где?][1][12]
- 2006 — участник международной выставки WINE. SPIRITS-2006[12]
- 2008, 2011 — «Товар года»[где?][12]
- 2015 — «Лучший коньяк России» на Кубке «СВВР-2015», Абрау-Дюрсо (Краснодарский край)[1][12]
- 2017 — гран-при Союза сомелье и экспертов России[13]
- 2017, 2018 — «Золотой Лев» Голицынского фестиваля вин и коньяков[где?][14]
- 2019 — гран-при международного дегустационного конкурса «ПРОДЭКСПО»[15][16]

### В других странах
- 1997 — премия «Золотая пальма», Ницца (Франция)[1][12]
- 1997 — международный сертификат Англии[уточнить][1][12]
- 2018 — золотая медаль международного конкурса «Black Sea Wines 2018», Варна (Болгария)[17]